# ガルフポート (ミシシッピ州)
ガルフポート（英: Gulfport）は、アメリカ合衆国ミシシッピ州ハリソン郡の都市。人口は7万2926人（2020年）。メキシコ湾岸に位置している。州内では州都ジャクソンに次ぐ第2の都市である。ガルフポート・ビロクシ都市圏の中核であり、ビロクシと共にハリソン郡の共同郡庁所在地である。アメリカ海軍シービーの基地がある。
2005年、ハリケーン・カトリーナの勢力が強い東側が通過し、ガルフポートの町の大半は洪水で破壊された。1969年のハリケーン・カミーユでも大きな損害を受けた。

## 地理
ガルフポートは北緯30度24分6秒 西経89度4分34秒 / 北緯30.40167度 西経89.07611度に位置する。
アメリカ合衆国国勢調査局に拠れば、市域全面積は64.2平方マイル (166.4 km2)、このうち陸地は56.9平方マイル (147.4 km2)、水面は7.3平方マイル (19.0 km2)で水域率は11.40％である。
ガルフポートにはビロクシ市と共有するガルフポート・ビロクシー国際空港がある。この空港もハリケーン・カトリーナで大きな被害を受けた。大きな改修計画が進行中であり、その大半は完成して商業航路が再開された。常に新しい航空路が付加されつつある。

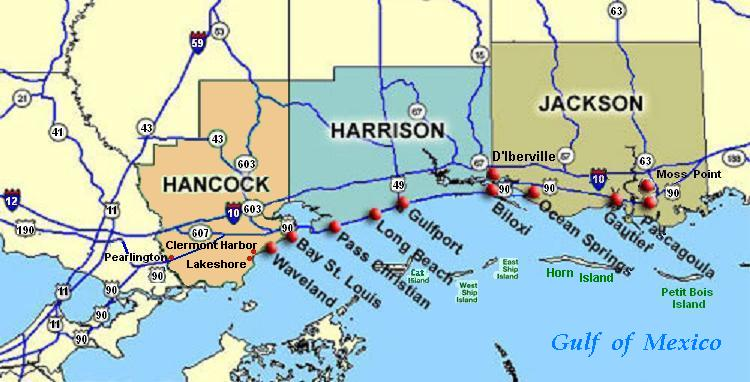
ガルフポート（地図の中央）はメキシコ湾沿いにロングビーチの東、ビロクシの西にある

## 人口動態
以下は2000年の国勢調査による人口統計データである。
| 基礎データ - 人口: 71,127人 - 世帯数: 26,943世帯 - 家族数: 17,647家族 - 人口密度: 482.6人/km2（1,249.9人/mi2） - 住居数: 29,559軒 - 住居密度: 200.5軒/km2（519.4軒/mi2） 人種別人口構成 - 白人: 62.18% - アフリカン・アメリカン: 33.53% - ネイティブ・アメリカン: 0.43% - アジア人:1.25% - 太平洋諸島系: 0.09% - その他の人種: 0.87% - 混血: 1.64% - ヒスパニック・ラテン系: 2.55% 年齢別人口構成 - 18歳未満: 26.0% - 18-24歳: 11.1% - 25-44歳: 30.4% - 45-64歳: 21.1% - 65歳以上: 11.4% - 年齢の中央値: 34歳 - 性比（女性100人あたり男性の人口） - 総人口: 98.2 - 18歳以上: 96.1 | 世帯と家族（対世帯数） - 18歳未満の子供がいる: 32.1% - 結婚・同居している夫婦: 42.6% - 未婚・離婚・死別女性が世帯主: 18.2% - 非家族世帯: 34.5% - 単身世帯: 27.7% - 65歳以上の老人1人暮らし: 8.5% - 平均構成人数 - 世帯: 2.51人 - 家族: 3.07人 収入と家計 - 収入の中央値 - 世帯: 32,779 米ドル - 家族: 39,213米ドル - 性別 - 男性: 29,220米ドル - 女性: 21,736米ドル - 人口1人あたり収入: 17,554米ドル - 貧困線以下 - 対人口: 17.7% - 対家族数: 14.1% - 18歳以下: 25.8% - 65歳以上: 13.7% |

## 交通

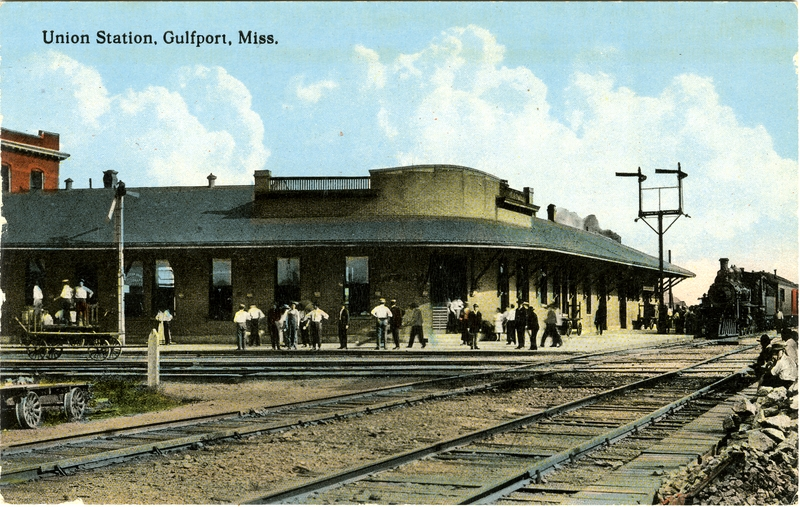
ガルフポート・ユニオン駅（1900年代初期）

### 航空
ガルフポートとビロクシおよびメキシコ湾岸地域はガルフポート・ビロクシー国際空港を利用できる。

#### 定期路線
- アメリカン航空
  - アメリカン・イーグル（ダラス・フォートワース）
- デルタ航空（アトランタ）
  - デルタ・コネクション、アトランティック・サウスイースト航空が運行（アトランタ）
  - デルタ・コネクション、ピナクル航空が運行（メンフィス）

## 教育
ガルフポート市の教育はガルフポート教育学区とハリソン郡教育学区が運営している。市内には私立のバプテスト系であるウィリアム・ケーリー大学がある。ミシシッピ・ガルフコースト・コミュニティカレッジのジェファーソンデイビス・キャンパスも市内にある。

南ミシシッピ大学メキシコ湾岸学生サービスセンター（ガルフポート市ブロード・アベニュー1520番ヘルスマークセンターの5万平方フィート (4,600 m2) を占める）は、ハリケーン・カトリーナの後で南ミシシッピ大学メキシコ湾岸の学生の授業と再教育資源を提供するよう設定している。

## メディア
ガルフポートでは地元紙の「ザ・サン・ヘラルド」が発行されている。テレビ局はABC系列のWLOXとフォックス放送系列のWXXVの2局があり、マイネットワークTV系列のデジタル局もある。ラジオ局は7つある。

## ハリケーン・カトリーナ

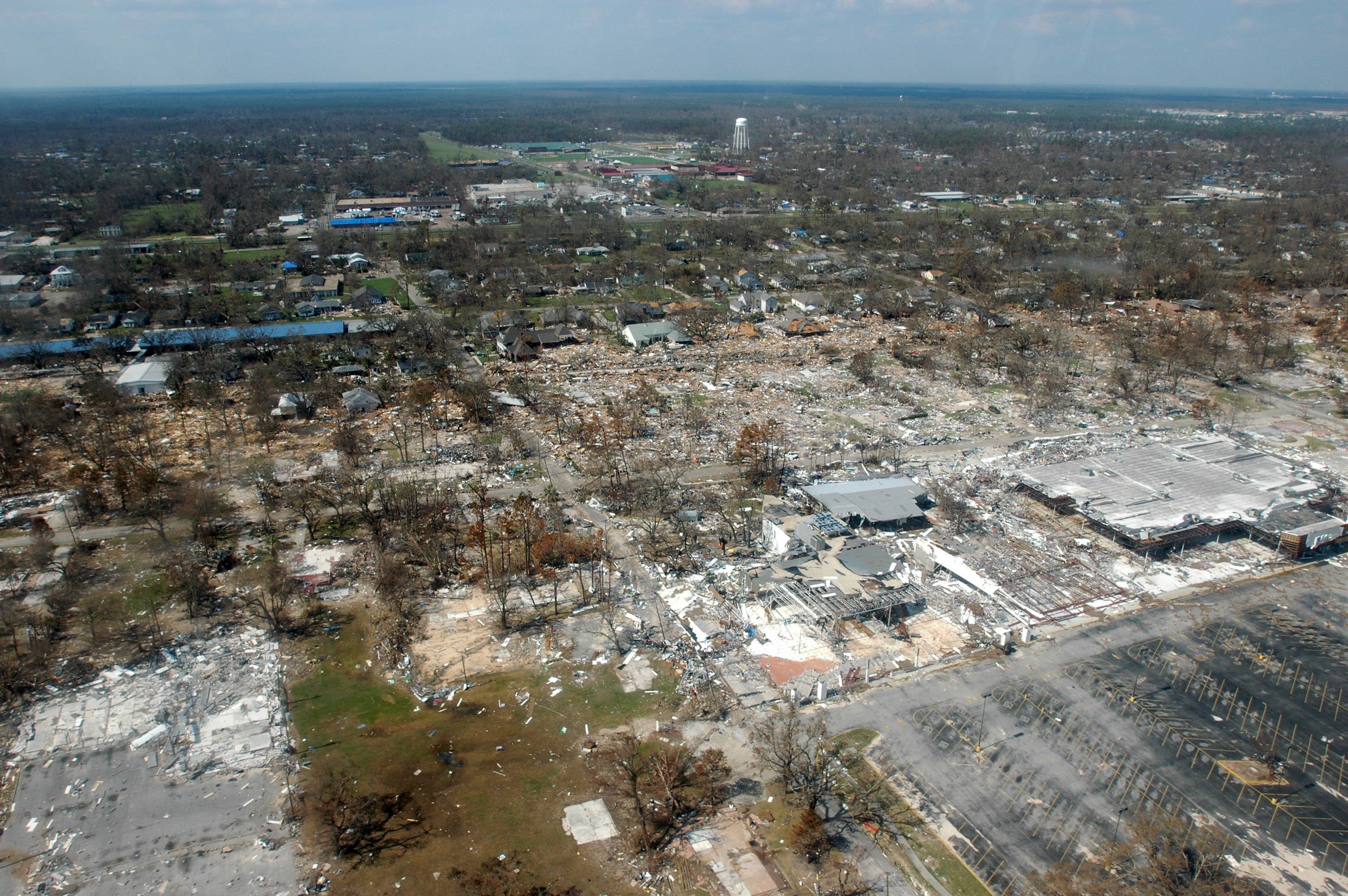
ハリケーン・カトリーナによる被害

2005年8月29日、ハリケーン・カトリーナの勢力が強い東側がガルフポートを襲った。16時間以上続いた強風と場所によって28フィート (9 m) を超えた高潮によって、町の大半が洪水となり1日のうちに破壊された。
このハリケーンではミシシッピ州の40以上の図書館に損傷を与え、ガルフポート公共図書館の場合、1回を壊し、2回の窓を破り、修復不能となって立て直すしかなくなった。
ザ・サン・ヘラルド紙は、スタンリー・R・タイナー編集長の下で、ハリケーン・カトリーナ関連の報道で2006年のピューリッツァー賞を獲得した。

## 著名な住人
- マクムード・アブドゥル＝ラウーフ（誕生時の名前はクリス・ジャクソン）、NBAバスケットボール選手、デンバー・ナゲッツ、サクラメント・キングス、バンクーバー・グリズリーズ
- ジョナサン・アルドリッジ、プロ野球選手、エンターテイナー
- トマス・H・アンダーソン・ジュニア、アメリカ合衆国大使、赴任国はバルバドス、ドミニカ国、セントルシア、アンティグア・バーブーダ、セントビンセント・グレナディーンおよびセントクリストファー・ネイビス（1984年-1986年）、ガルフポート生まれ[6]
- ウィリアム・ジョエル・ブラス、弁護士、教育者
- ティミー・ボウアーズ、バスケットボール選手
- ブレット・ファーヴ、NFLアメリカンフットボール選手、グリーンベイ・パッカーズ等に所属したクォーターバック
- ジョナサン・ホルダー、プロ野球選手
- ボイス・ホールマン、弁護士、俳優
- マット・ロートン、プロ野球選手
- スチュアート・ローサ、アポロ14号の宇宙飛行士、司令船操縦士、月へ旅行した24人の1人、アメリカ空軍大佐